# HNLMS Tijgerhaai
Le HNLMS Tijgerhaai (pennant number : P336) est un sous-marin de classe Zwaardvisch de la marine royale néerlandaise, pendant et après la Seconde Guerre mondiale. À l’origine, il avait été commandé sous le nom de HMS Tarn (P326), un sous-marin britannique du troisième groupe de la classe T, mais il n’est jamais entré en service dans la Royal Navy sous ce nom.

## Conception
Les sous-marins de la classe S, quoique très réussis, se sont avérés trop petits pour des opérations lointaines. Il fallut mettre en chantier la classe T, également très réussie, qui avait 21 mètres de longueur en plus et un déplacement de 1000 tonnes. Alors que les bâtiments de la classe S avaient seulement six tubes lance-torpilles d'étrave, ceux de la classe T en avaient huit, dont deux dans un bulbe d'étrave, plus deux autres dans la partie mince de la coque au milieu du navire.

## Engagements
Le HNLMS Tijgerhaai fut construit par Vickers-Armstrongs à Barrow-in-Furness. Sa quille fut posée le 12 juin 1943. Il fut lancé le 29 novembre 1944. Il n’a pas été commissionné dans la Royal Navy, mais il a été transféré à la marine royale néerlandaise et mis en service le 28 mars 1945. Il a été renommé Tijgerhaai (en néerlandais : requin-tigre).
Commissionné alors que la guerre touchait à sa fin, le HNLMS Tijgerhaai a passé la plus grande partie de l’année 1945 à subir des essais . Il a eu une carrière relativement tranquille, hormis le jour où il était amarré bord à bord avec le HMS Sidon lorsque ce dernier a été victime de l’explosion accidentelle d’une torpille défectueuse et a coulé. Le 19 octobre 1955, le HNLMS Tijgerhaai s’échoue dans la baie de Weymouth et doit être tiré de cette fâcheuse posture par des remorqueurs. Il a été désarmé le 11 décembre 1964 et vendu pour être démantelé le 5 novembre 1965 .